# Структура газорідинної суміші

Рис. — Карта структурних форм газорідинного потоку: 1 — роздільно-хвильова; 2 — корково-емульсійна; 3 — кільцева; 4 — емульсійна. β — величина, що визначає газовміст потоку; ω — швидкість потоку.

Структура газорідинної суміші — взаєморозміщення і взаємозв'язок між спільними потоками рідини і газу в трубі.

## Загальний опис
У практиці видобування нафти і газу (експлуатації нафтових ш газових свердловин) виділяють три основні С.г.с.: емульсійну (бульбашкову, пінну); пробкову (снарядну); дисперсно-кільцеву (стрижневу).
Емульсійна структура характеризується більш-менш рівномірним розподілом у рідині газових бульбашок, розмір яких значно менший діаметра труби. Якщо вміст газу в суміші збільшений, то внаслідок зливання (укрупнення, коалесценції) частини бульбашок утворюються пробки, які перекривають весь прохідний переріз труби (пробкова структура). Ще більший вміст газу зумовлює за рахунок зливання окремих пробок утворення дисперсно-кільцевої структури, коли основна маса газу рухається по центру труби у вигляді стрижня з диспергованими в ньому крапельками рідини, а рідина — по стінці труби у вигляді кільцевої плівки. Окремі структури трудно розмежувати. Емульсійній структурі характерна відносна швидкість газу (у відношенні до суміші) до 0,3-0,4 м/с, пробковій — від 0,3-0,4 до 1,2 м/с, а дисперсно-кільцевій — понад 1,2 м/с. Збільшення відносної швидкості газу погіршує ефективність ліфтування. У нафтових свердловинах у міру піднімання нафти відбувається внаслідок зниження тиску виділення із нафти розчиненого газу, збільшення кількості і розмірів газових бульбашок, що створює передумови для можливого переходу одної структури в іншу й існування череди структур. У нафтових свердловинах переважно мають місце емульсійна і пробкова структури потоку. У газових свердловинах з рідиною в продукції (водою, газоконденсатом) спостерігається дисперсно-кільцева структура.
У трубопроводах системи збирання нафти і газу виділяють С.г.с.:
1. бульбашкову;
2. розшаровану (розділену, знизу рідина, а зверху газ);
3. хвильову (розшаровану із хвилями рідини);
4. пробкову;
5. пробково-дисперговану;
6. плівково-дисперговану;
7. емульсійну. Різноманітність структур тут визначається числом Фруда суміші і витратним газовмістом.